# Giải bóng đá bãi biển vô địch quốc gia 2011
Giải bóng đá bãi biển vô địch quốc gia 2011 (với tên gọi chính thức: Giải bóng đá bãi biển toàn quốc 2011) là giải bóng đá bãi biển được tổ chức lần thứ ba của Giải bóng đá bãi biển vô địch quốc gia tại Việt Nam do VFF tổ chức từ ngày 7 tháng 6 đến ngày 13 tháng 6 năm 2011 tại bãi biển Tuy Hòa, Phú Yên.

## Các đội bóng
Có 8 đội bóng tham dự giải được chia thành 2 bảng:
| Bảng A            | Bảng B                     |
| ----------------- | -------------------------- |
| Bình Định         | Khánh Hòa                  |
| Phú Yên           | Trang Hiệp Phát Quảng Ngãi |
| Thanh Khê Đà Nẵng | Thuận An Thừa Thiên Huế    |
| Bà Rịa Vũng Tàu   | H&H Phú Yên                |

Tám đội bóng được chia thành 2 nhóm A và B, 4 đội/nhóm thi đấu vòng tròn một lượt ở mỗi nhóm để tính điểm, xếp hạng. Đội nhất nhóm A sẽ gặp đội nhì nhóm B và đội nhất nhóm B sẽ gặp đội nhì nhóm A tại bán kết. Hai đội thua bán kết xếp đồng hạng Ba, hai đội thắng bán kết giành quyền thi đấu chung kết tranh vô địch.
Tất cả các trận đấu của giải nếu sau 3 hiệp thi đấu chính thức (tổng 36 phút, mỗi hiệp 12 phút) kết thúc với tỷ số hoà sẽ thi đá luân lưu 9m để xác định đội thắng. Điểm đáng lưu ý, phương thức đá luân lưu sẽ được thực hiện theo luật "knock-out", nghĩa là mỗi đội sẽ đá 1 quả, nếu phân định thắng thua thì dừng, nếu chưa phân định thắng thua mới đá tiếp quả thứ 2.
Cách tính điểm xếp hạng:
- Đội thắng: 3 điểm
- Đội thắng luân lưu: 1 điểm
- Đội thua: 0 điểm.

## Lịch thi đấu và kết quả thi đấu

### Bảng A
| Thứ hạng | Đội bóng          | Trận | Thắng | Thắng luân lưu | Thua | Hiệu số | Điểm | Vòng bán kết |
| 1        | Phú Yên           | 3    | 2     | 0              | 1    | 19-9    | 6    | Vào bán kết  |
| 2        | Bà Rịa Vũng Tàu   | 3    | 1     | 1              | 1    | 12-14   | 4    | Vào bán kết  |
| 3        | Bình Định         | 3    | 1     | 0              | 2    | 13-17   | 3    |              |
| 4        | Thanh Khê Đà Nẵng | 3    | 0     | 1              | 2    | 12-16   | 1    |              |

Ghi chúĐội thắng sau 3 hiệp chính được 3 điểm, Đội thắng luân lưu được 1 điểm, đội thua 0 điểm.

### Bảng B
| Thứ hạng | Đội                        | Trận | Thắng | Thắng luân lưu | Thua | Hiệu số | Điểm | Vòng bán kết |
| 1        | Khánh Hòa                  | 3    | 3     | 0              | 0    | 20-5    | 9    | Vào bán kết  |
| 2        | H&H Phú Yên                | 3    | 1     | 1              | 1    | 21-18   | 4    | Vào bán kết  |
| 3        | Thuận An Thừa Thiên Huế    | 3    | 1     | 0              | 2    | 20-17   | 3    |              |
| 4        | Trang Hiệp Phát Quảng Ngãi | 3    | 0     | 0              | 3    | 10-31   | 0    |              |

Ghi chúĐội thắng sau 3 hiệp chính được 3 điểm, Đội thắng luân lưu được 1 điểm, đội thua 0 điểm
| Ngày                | Bảng | Giờ   | Đội 1                      | Tỷ số        | Đội 2                      |
| 7 tháng 6 năm 2011  | A    | 8h00  | Trang Hiệp Phát Quảng Ngãi | 2-10         | Thuận An Thừa Thiên Huế    |
| 7 tháng 6 năm 2011  | A    | 9h30  | Khánh Hòa                  | 5-0          | H&H Phú Yên                |
| 7 tháng 6 năm 2011  | B    | 14h30 | Bà Rịa Vũng Tàu            | 5-5(11m:2-1) | Bình Định                  |
| 7 tháng 6 năm 2011  | B    | 16h00 | Phú Yên                    | 5-5(11m:6-7) | Thanh Khê Đà Nẵng          |
| 8 tháng 6 năm 2011  | A    | 8h00  | Thuận An Thừa Thiên Huế    | 5-10         | Khánh Hòa                  |
| 8 tháng 6 năm 2011  | A    | 9h30  | H&H Phú Yên                | 16-8         | Trang Hiệp Phát Quảng Ngãi |
| 8 tháng 6 năm 2011  | B    | 14h30 | Thanh Khê Đà Nẵng          | 2-5          | Bà Rịa Vũng Tàu            |
| 8 tháng 6 năm 2011  | B    | 16h00 | Bình Định                  | 2-7          | Phú Yên                    |
| 10 tháng 6 năm 2011 | A    | 8h00  | Thuận An Thừa Thiên Huế    | 5-5(11m:2-3) | H&H Phú Yên                |
| 10 tháng 6 năm 2011 | A    | 9h30  | Trang Hiệp Phát Quảng Ngãi | 0-5          | Khánh Hòa                  |
| 10 tháng 6 năm 2011 | B    | 14h30 | Thanh Khê Đà Nẵng          | 5-6          | Bình Định                  |
| 10 tháng 6 năm 2011 | B    | 16h00 | Phú Yên                    | 7-2          | Bà Rịa Vũng Tàu            |

## Vòng bán kết
| H&H Phú Yên | 3-5     | Phú Yên |
| ----------- | ------- | ------- |
|             | Kết quả |         |

| Khánh Hòa | 6-3     | Bà Rịa Vũng Tàu |
| --------- | ------- | --------------- |
|           | Kết quả |                 |

## Trận chung kết
| Phú Yên                  | 1-0     | Khánh Hòa |
| ------------------------ | ------- | --------- |
| Nguyễn Quốc Công (8) 15' | Kết quả |           |

## Tổng kết mùa giải
- Đội vô địch: Phú Yên
- Đội thứ Nhì: Khánh Hòa
- Đồng giải Ba: H&H Phú Yên và Bà Rịa Vũng Tàu
- Đội đoạt giải phong cách: Khánh Hòa
- Cầu thủ xuất sắc nhất giải: Nguyễn Ngọc Bình (số 10 – Phú Yên)
- Thủ môn xuất sắc nhất giải: Đỗ Trung Thành (số 12 – Khánh Hòa)
- Cầu thủ ghi nhiều bàn thắng nhất: Trần Hữu Phúc (số 9 – Khánh Hòa, 13 bàn thắng)